# 入来院明雅
入来院 明雅（いりきいん あきまさ）は、江戸時代中期の薩摩藩士。薩摩入来領主、入来院氏22代当主。

## 生涯
寛文12年（1672年）2月28日、藩主・島津光久の十七男として生まれる。延宝6年（1678年）光久の加冠、島津久祐の理髪で元服し、虎助久重と名乗る。
元禄3年（1690年）、光久の参勤に随行して江戸に下る。翌元禄4年（1691年）、光久に随行して鹿児島に帰国する。
元禄12年（1699年）、藩主・島津綱貴の命で、甥に当たる入来院規重の家督を相続し、主馬重矩と名乗る。翌年、二番組頭及び御番頭となる。元禄14年（1701年）、大隅国蒲生地頭職となる。元禄15年（1702年）、綱貴より唐草十文字の家紋を賜り、入来院家の定紋とする。同年、川上久尚の娘を正室に迎える。
元禄17年（1704年）、綱貴の参勤に先遣して、横目頭、御番頭として江戸に下る。宝永元年（1704年）、藩主・島津吉貴の家督相続の御礼言上のための登城に随行し、将軍徳川綱吉に拝謁する。宝永2年（1705年）、吉貴の帰国に随行する。同年、大隅帆佐田地頭職。横目役を辞することを許され、二番組頭となる。
宝永5年（1708年）、吉貴の参勤に先立って、御番頭として先発の人数を率いて江戸に下る。翌年、吉貴の帰国に随行する。眼病を患い療養を許される。宝永7年（1710年）、病が癒え三番組頭となる。
正徳3年（1714年）、領内巡検を行った吉貴を入来に迎える。享保7年（1722年）、藩主・島津継豊の初入部を出迎える。享保10年（1725年）、将軍世子家重の諱を憚り、明雅と改名する。享保16年（1731年）、六番組頭帆佐田地頭職。
享保20年（1735年）3月25日没。享年64。